# Ordgarius pustulosus
Ordgarius pustulosus là một loài nhện trong họ Araneidae.
Loài này thuộc chi Ordgarius. Ordgarius pustulosus được Tord Tamerlan Teodor Thorell miêu tả năm 1897.